# 21926 Jacobperry
21926 Jacobperry este un asteroid din centura principală de asteroizi.

## Descriere
21926 Jacobperry este un asteroid din centura principală de asteroizi. A fost descoperit pe 4 noiembrie 1999 la Socorro, New Mexico, în cadrul proiectului LINEAR. Asteroidul prezintă o orbită caracterizată de o semiaxă mare de 3,04 ua, o excentricitate de 0,04 și o înclinație de 0,5° în raport cu ecliptica.